# Grupo de batalla de portaaviones

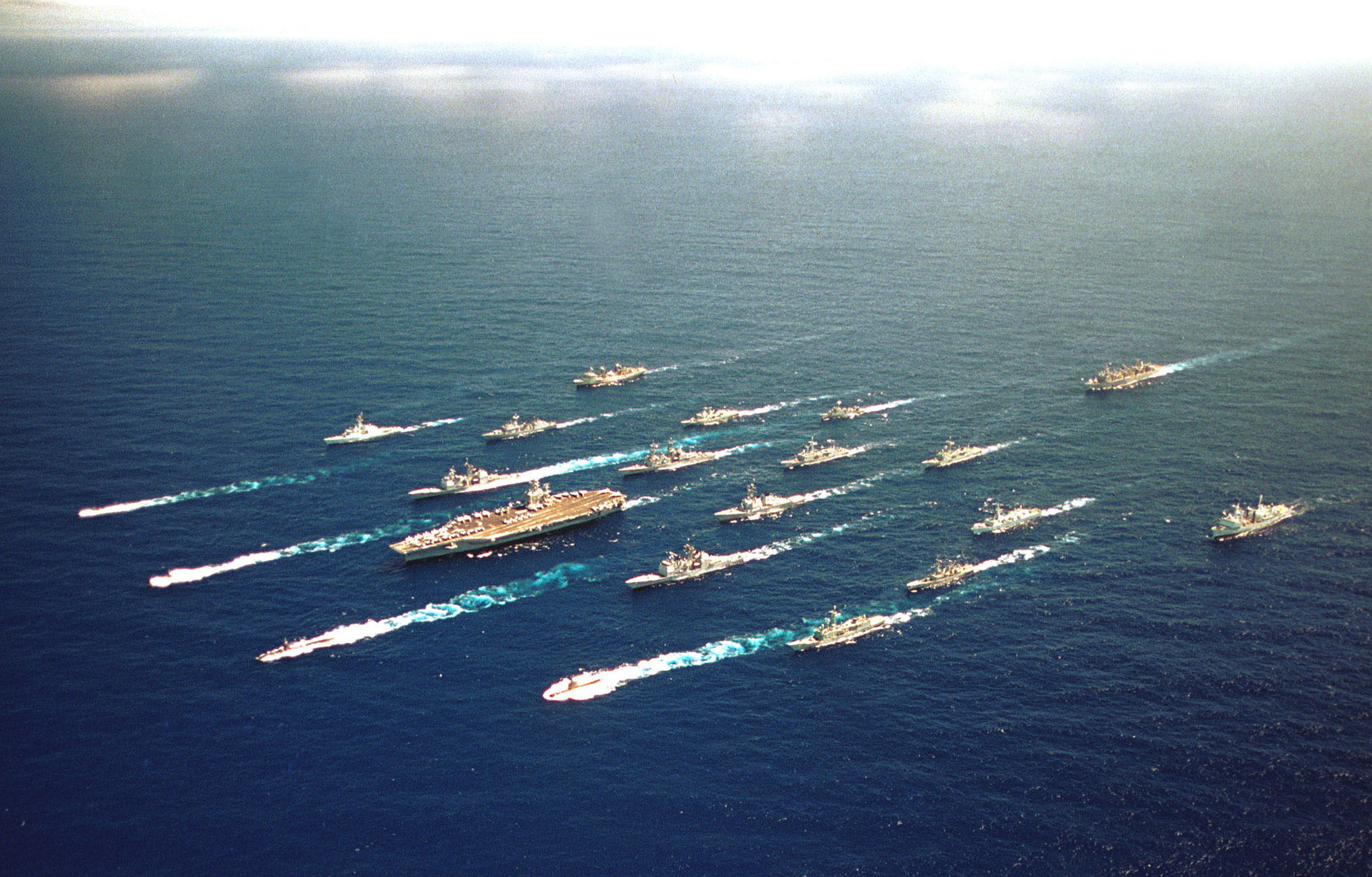
El grupo de batalla del portaaviones durante el ejercicio RIMPAC 2000.

Un grupo de batalla de portaaviones (abreviado en inglés, CVBG), también conocido como; 'grupo de combate' o 'grupo de ataque', es una agrupación naval que consta de un buque capital, uno o varios portaaviones y su gran número de buques escoltas, que juntos componen el grupo de batalla. El CV en CVBG es el código de clasificación de casco de la Armada de los Estados Unidos para un portaaviones.
Los primeros grupos de trabajo (task force) navales construidos alrededor de portaaviones aparecieron justo antes y durante la Segunda Guerra Mundial. La Armada Imperial Japonesa (IJN) fue la primera en reunir muchos portaaviones en un solo grupo de trabajo, conocido como Kidō Butai. Este grupo de trabajo se utilizó con efectos devastadores en el ataque a Pearl Harbor. Kidō Butai operó como el principal grupo de batalla de portaaviones de la IJN hasta que cuatro de sus portaaviones fueron hundidos en la Batalla de Midway. En contraste, la Armada de los Estados Unidos desplegó sus grandes portaaviones en formaciones separadas, con cada portaaviones asignado a su propio crucero y destructor de escolta. Estas formaciones de un solo portaaviones a menudo se emparejaban o agrupaban para ciertas asignaciones, sobre todo la Batalla del Mar de Coral y Midway. Sin embargo, en 1943, se dispuso de un gran número de flotas y portaaviones ligeros, lo que requería formaciones más grandes de tres o cuatro portaaviones. Estos grupos eventualmente formaron la Fuerza de Tarea de Portaaviones Rápidos (Task Force), que se convirtió en la principal unidad de batalla de la Tercera y Quinta Flota de los Estados Unidos.
Con la construcción de los grandes "superportaaviones" de la era de la Guerra Fría, se revivió la práctica de operar cada portaaviones en una sola formación. Durante la Guerra Fría, el papel principal de la CVBG en caso de conflicto con la Unión Soviética habría sido proteger las rutas de suministro del Atlántico entre Estados Unidos y sus aliados de la OTAN en Europa, mientras que el papel de la Marina soviética habría sido interrumpir estas rutas marítimas, una tarea fundamentalmente más fácil. Debido a que la Unión Soviética no tenía grandes portaaviones propios, una situación de duelo de portaaviones habría sido poco probable. Sin embargo, una misión principal de los submarinos de ataque de la Armada soviética era rastrear a todos los grupos de batalla aliados y, al estallar las hostilidades, hundir los portaaviones. Al comprender esta amenaza, el CVBG gastó enormes recursos en su propia misión de guerra antisubmarina.

## Debate sobre la viabilidad futura
Existe un debate en los círculos de guerra naval sobre la viabilidad de los grupos de batalla de portaaviones en la guerra naval del siglo XXI. Los defensores del CVBG argumentan que proporciona una potencia de fuego y capacidades de proyección de fuerza inigualables. Los opositores argumentan que los CVBG son cada vez más vulnerables a los barcos arsenal y los misiles de crucero, especialmente aquellos con vuelos supersónicos o incluso hipersónicos y la capacidad de realizar cambios radicales de trayectoria para evitar los sistemas antimisiles. También se observa que los CVBG se diseñaron para escenarios de la Guerra Fría y son menos útiles para establecer el control de áreas cercanas a la costa. Sin embargo, se argumenta que tales misiles y barcos de arsenal no representan una amenaza grave, ya que serían eliminados debido a la mejora creciente en las defensas de los barcos, como la capacidad de compromiso cooperativo (CEC), la tecnología DEW y la tecnología de misiles.
Además, los grupos de batalla de portaaviones demostraron ser vulnerables a los submarinos diésel-eléctricos propiedad de muchas fuerzas navales más pequeñas. Ejemplos son el U24 alemán de la clase 206 convencional que en 2001 “hundió” al  USS Enterprise durante el ejercicio JTFEX 01-2 en el Mar Caribe disparando bengalas y tomando una fotografía a través de su periscopio o el Gotland sueco que logró la misma hazaña en 2006 durante JTFEX 06-2 al penetrar las medidas defensivas de Carrier Strike Group 7 sin ser detectado y tomar varias fotos de USS Ronald Reagan.
Sin embargo, se ha pedido a los transportistas que sean los primeros en responder, incluso cuando se emplearon aviones terrestres convencionales. Durante Desert Shield, la Marina de los EE. UU. envió portaaviones adicionales para aumentar los activos en la estación y finalmente mantuvo seis portaaviones para la Guerra del Golfo en 1991. Aunque la Fuerza Aérea de los EE. UU. envió cazas como el F-16 al teatro en Desert Shield, tuvieron que llevar bombas con ellos ya que no había provisiones para operaciones sostenidas, mientras que los portaaviones llegaron a la escena con cargadores llenos y tenían barcos de apoyo para permitirles realizar huelgas indefinidamente.
La Guerra contra el terrorismo ha demostrado la flexibilidad y la capacidad de respuesta del portaaviones en múltiples ocasiones cuando el aire terrestre no era factible o no podía responder de manera oportuna. Después de los atentados terroristas del 11 de septiembre en los EE. UU., los portaaviones se dirigieron inmediatamente al Mar Arábigo para apoyar la Operación Libertad Duradera y se instalaron, formando una fuerza de tres portaaviones. Su ubicación de vapor estaba más cerca de los objetivos en Afganistán que cualquier activo basado en tierra y, por lo tanto, más receptivo. El USS Kitty Hawk fue adaptado para ser una base de apoyo para helicópteros de operaciones especiales. Los portaaviones se utilizaron nuevamente en la Operación Libertad Iraquí,e incluso proporcionó aeronaves para que se basaran en tierra en ocasiones y lo han hecho periódicamente cuando se necesitan capacidades especiales. Este precedente se estableció durante la Segunda Guerra Mundial en la Batalla de Guadalcanal.
Independientemente del debate sobre la viabilidad, Estados Unidos ha realizado una gran inversión en el desarrollo de una nueva clase de portaaviones, los portaaviones de la clase Gerald R. Ford (anteriormente denominados CVN -X o X Carrier), para reemplazar los portaaviones existentes, los portaaviones de la clase Nimitz. Los nuevos portaequipajes de la clase Ford están diseñados para ser modulares y se adaptan fácilmente a medida que cambia la tecnología y los equipos necesarios a bordo.